# سمير جلول
 سمير جلول  (1976 الجزائر) هو لاعب كرة قدم جزائري.

## روابط خارجية
- سمير جلول على موقع قاعدة بيانات كرة القدم.إي يو (الإنجليزية)
- سمير جلول على موقع ناشيونال فوتبول تيمز (الإنجليزية)